# Битломания
Битлома́ния (англ. Beatlemania) — термин, возникший в 1960-е годы, описывающий состояние сильной, граничащей с сумасшествием, любви к группе «Битлз» (англ. The Beatles).

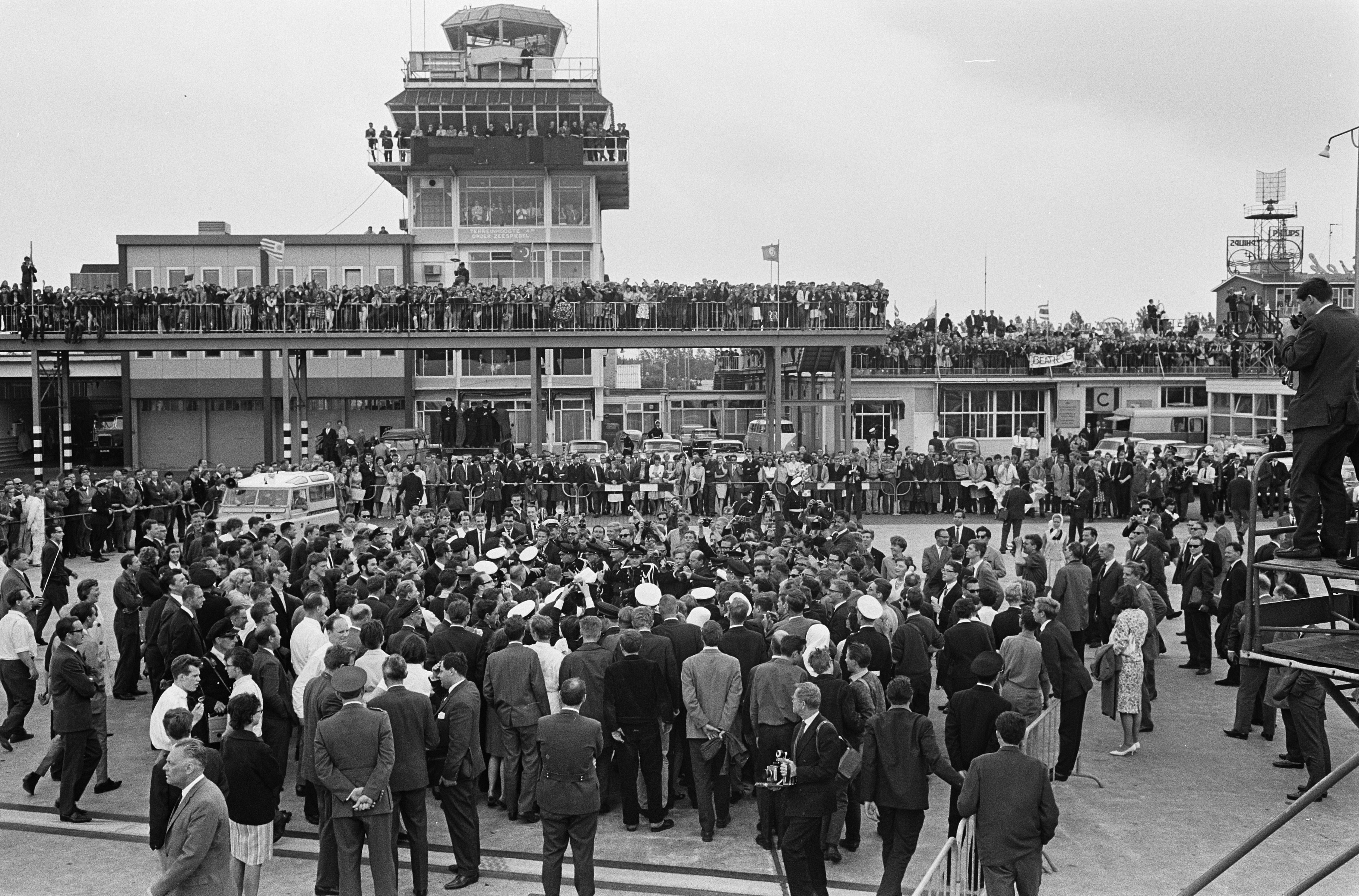
Толпа фанатов и журналистов в ожидании The Beatles в аэропорту Схипхол 5 июня 1964 года

## История
Датой возникновения битломании считается 13 октября 1963 года. В этот день The Beatles выступали в лондонском зале «Палладиум». Несмотря на то, что концерт транслировался в программе «Воскресный вечер в лондонском „Палладиуме“» (англ. Sunday Night At The London Palladium) на всю страну, тысячи поклонников, преимущественно подростков, заполонили прилегающие к концертному залу улицы в надежде если не попасть на концерт, то хотя бы просто увидеть музыкантов. На протяжении всего концерта в зале стоял оглушительный шум, практически перекрывающий музыку. После концерта, когда музыканты покидали концертный зал, толпа поклонников, находившаяся на улице, в попытке увидеть своих кумиров устроила давку. «Битлы» смогли добраться до машины только в кольце полиции. 
Через два дня, 15 октября 1963 года в газете Daily Mirror вышла статья о концерте The Beatles в Челтнеме. В описании поведения поклонников было употреблено слово «битломания». Этот термин был подхвачен другими СМИ.
Тем не менее, как явление битломания появилась раньше. Уже в ходе весенних и летних концертов 1963 года The Beatles поклонники (и особенно поклонницы) сопровождали их выступление оглушительным визгом и криками, бросались на сцену, рыдали и падали в обморок.
После того, как The Beatles в феврале 1964 года приехали с гастролями в США, стало очевидно, что битломания шагнула за океан. Вскоре битломанией были охвачены и другие страны, включая СССР.
От обычной огромной популярности битломанию отличала атмосфера массовой истерии, сопровождавшая любое появление музыкантов группы на сцене или просто на публике. Зачастую во время концертов от воплей публики не было слышно самой музыки:

 Людской шум забивал нас напрочь. В конце концов, я стал играть только слабую долю вместо постоянного бита. Всё равно я не слышал себя, несмотря ни на какие усилители. В залах мы то и дело стояли слишком далеко друг от друга. Живьём мы исполняли наши вещи гораздо быстрее, чем на пластинках, главным образом потому, что сами себя не слышали. Иногда я вступал не вовремя, потому что сплошь и рядом не представлял, какое место мы играем. Доходило до того, что мы притворялись, будто поём, особенно если першило в горле.— Ринго Старр

Полагаю, мы могли бы отправлять вместо себя четыре восковые фигуры, и толпе бы этого хватало. Концерты Beatles больше не имеют ничего общего с музыкой. Это просто дикарские обряды.Оригинальный текст (англ.)I reckon we could send out four waxwork dummies of ourselves and that would satisfy the crowds. Beatles concerts are nothing to do with music any more. They’re just bloody tribal rites.— Джон Леннон.
В ходе мирового турне группы 1964 года был установлен рекорд, который до сих пор не побит ни одной группой или исполнителем — в австралийском городе Аделаида приветствовать музыкантов в центр города одновременно пришло около 300 тысяч человек, притом что все население Аделаиды составляло 600 тысяч .
1966 год подводил итоги в концертной деятельности группы. В декабре 1965 года The Beatles отправились в своё последнее турне по Великобритании (впоследствии они дали лишь один концерт, прошедший 1 мая 1966 года на стадионе «Уэмбли» — последнее «живое» выступление группы в Англии). 
Вышедший в июне 1966 года сингл «Paperback Writer / Rain» впервые не занял верхнюю строчку хит-парадов немедленно после выхода. 
Дальнейшее совмещение гастрольной деятельности и спокойной работы по подготовке материалов для новых композиций становилось невозможным. Финальное турне по США закончилось концертом в Сан-Франциско 29 августа; в ходе этого тура не было исполнено ни одной композиции с нового альбома.
СМИ обсуждали будущее группы. Как предположила «Сандей таймс», события могли закончиться распадом четвёрки. Еженедельник «Вэра́йети» отметил, что всеобщая истерия продолжается, но группа уже переросла её. Волна битломании пошла на спад.
С этого времени и до распада квартета (1970) его популярность была по-прежнему очень высокой и стабильной, а статус группы в табеле о рангах рок-музыки не подвергался сомнению. После распада группы битломанами называют себя люди, любящие и ценящие наследие The Beatles.

## В СССР
В СССР фирмой «Мелодия» официально был выпущен только альбом A Hard Day’s Night (в 1986 году), на котором были все песни альбома, кроме When I Get Home. В том же году фирмой была выпущена пластинка-сборник (LP) под заголовком «A taste of honey», в которую вошли песни из разных альбомов. Ранее отдельные песни выходили на сборниках иностранной эстрады: к примеру, в 1967 году была выпущена песня Girl. В 1968 году, ввиду огромной популярности группы, «Битлз» и битломанов прекратили ругать в прессе. В 1979 и 1980 году были выпущены две EP-пластинки с отдельными песнями, например: Octopus’s Garden, Come Together , Something и другие (по 3 песни на одной пластинке).
Несмотря на то, что «Битлз» сами никогда не посещали Советский Союз и не выступали в нём, а отзывы в СМИ о группе и распространение их музыки подвергались ограничениям и цензуре ввиду господства коммунистической идеологии, даже в СССР процветала битловская фан-культура.
Советские поклонники знаменитой четвёрки ввозили и потом переписывали (сперва «записи „на костях“», потом на бобинных магнитофонах) записи группы, ловили трансляции песен на «вражеских голосах», издавали «самопальные» журналы, многократно перефотографировывали из зарубежных источников их снимки.

## Влияние битломании на культуру
Битломания оказала сильное влияние на культуру в целом и на музыку в частности. Многие известные люди в разных странах мира в своё время были «битломанами», что оказало влияние на их творчество. В их числе Андрей Макаревич, Михаил Боярский, Александр Розенбаум и так далее. Ленинградская группа «Секрет» образно и музыкально вызывала прямые ассоциации с «The Beatles».

Это больше, чем музыка. Я себя считаю человеком, далёким от фанатизма и не подверженным истерии. Но в пору битломании я был абсолютно ненормальным. У меня был алтарь, там стояли, как иконки, пластилиновые божки — «Битлы», и я там молился.
— Андрей Макаревич

## Фестивали и мероприятия
- БИТЛОМАНИЯ-89 (28-30 апреля 1989, Днепродзержинск, организаторы — областная газета «Прапор юности» и молодёжное объединение «Радуга»)
- Фестиваль Ob-la-ki Ob-la-ka (Витебск, 17-19 июня 2011)
- Фестивали музыки The Beatles: в Алма-Ате (2010), Калининграде («Свободные как птицы»)

## В произведениях культуры и средствах массовой информации
- Битломании посвящены в значительной степени картины из фильмографии самих The Beatles: «Вечер трудного дня» и «Help!». По сюжету, членам группы приходится спасаться от преследующих их фанатов.
- Художественный фильм «Yesterday» — о битломании в маленьком провинциальном польском городке (Польша, 1985, реж. Радислав Пивоварский).
- Документальный фильм «Врубай Битлов»[12] (1990, Киевская студия документальных фильмов, реж. Ю. Терещенко)
- Документальный фильм «Во всём прошу винить Битлз».
- Первый фильм Роберта Земекиса «Я хочу держать тебя за руку» полностью посвящён битломании.
- Явлению и людям, вовлечённым в него, было посвящено телевизионное ток-шоу «Битломания» (телеканал «Ретро» ), которое вёл Дмитрий Дибров. В эфир программы приглашались известные деятели искусства и политики. Один из выпусков был посвящён исследованию психического здоровья фанатов Beatles[13].